# 11. april
11. april er dag 101 i året i den gregorianske kalender (dag 102 i skudår). Der er 264 dage tilbage af året.
Leos dag. Leo den Store var pave fra 440 til sin død i 461. Han overtalte Hunner-kongen Attila til at undlade at plyndre Rom og trække sig tilbage fra Italien.

### Begivenheder
Født - Dødsfald
- 1689 - Vilhelm 3. af England og Mary 2. Stuart krones i London som regenter af Skotland.
- 1713 - Den Spanske Arvefølgekrig afsluttes med, at Filip 5. anerkendes som Spaniens konge mod til gengæld at afstå fra den franske trone. England får Gibraltar.
- 1814 - Napoleon den 1. af Frankrig abdicerer og sendes i eksil på øen Elba, mens Ludvig 18. bliver konge af Frankrig.
- 1901 - Arbejdstilsynet oprettes som Arbejds- og Fabrikstilsynet.
- 1916 - Nævningeinstitutionen indføres i Danmark.
- 1919 - Den internationale arbejderorganisation (ILO) grundlægges.
- 1924 - Ved folketingsvalget bliver Socialdemokratiet for første gang største parti både med hensyn til stemmer og mandater og danner kort efter den første socialdemokratiske regering i Danmark under Thorvald Stauning, hvori også indgår verdens første kvindelige minister, Nina Bang.
- 1933 - Ved lov forbydes det medlemmer af politiske foreninger i Danmark at bære uniform.
- 1945 - Hannover i Tyskland falder til de allierede styrker.
- 1961 - Bob Dylan har sin professionelle sanger-debut, da han om aftenen synger i Greenwich Village i New York City. Han sang blandt andet Blowin' in the Wind.
- 1968 - Den tyske studenterleder Rudi Dutschke bliver skudt i Berlin. Han overlever dog, men forlader sit hjemland og ender senere i Århus, hvor han i 1979 dør af følgevirkningerne fra attentatet.
- 1979 - Ugandas diktator gennem 8 år, Idi Amin, flygter fra landet, da styrker fra Tanzania og ugandiske oprørsstyrker indtager hovedstaden Kampala.
- 1992 - Ved en ekstraordinær kongres i socialdemokratiet bliver partiformand Svend Auken væltet og næstformanden Poul Nyrup Rasmussen valgt til ny formand. Stemmetallene lød på 359 mod 187. Det er første gang, en partiformand i Socialdemokratiet blev væltet.
- 1999 - DSB får en bøde på 2 millioner kr. af Trafikministeriet for store forsinkelser på S-togsnettet.
- 2001 - Australiens fodboldlandshold vinder i en kvalifikationskamp til VM i fodbold 2002 med 31-0 over Amerikansk Samoa, hvilket er den største internationale sejr i fodboldens historie.

### Født
- 146  - Septimius Severus, romersk kejser (død 211).
- 1869 - Gustav Vigeland, norsk billedhugger (død 1943).
- 1877 - Carl Alstrup, dansk skuespiller og sanger (død 1942).
- 1878 - Holger-Madsen, dansk skuespiller, filminstruktør og manuskriptforfatter (død 1943).
- 1882 - Ellen Aggerholm, dansk skuespillerinde (død 1963).
- 1900 - Kai Normann Andersen, dansk komponist (død 1967).
- 1919 - Louis Miehe-Renard, dansk skuespiller (død 1997).
- 1919   - Jørgen Jacobsen, dansk forsvarsadvokat (død 2016).
- 1932 - Joel Grey, amerikansk skuespiller.
- 1935 - Olaf Nielsen, dansk skuespiller og tandlæge.
- 1938 - Kurt Moll, tysk operasanger (død 2017).
- 1942 - Poul Glargaard, dansk skuespiller (død 2011).
- 1943 - Poul Nielson, dansk adjungeret professor samt tidligere minister og EU-kommissær.
- 1944 - Joen Bille, dansk skuespiller og instruktør.
- 1944   - Mogens Berendt, dansk journalist (død 2014).
- 1948 - Gert Rostock, dansk bassist.
- 1953 - Sven Gaul, dansk musiker i TV-2 samt producer.
- 1953  - Andrew Wiles, engelsk-amerikansk matematiker, der forsker i talteori.
- 1960 - Jeremy Clarkson, engelsk TV-vært og journalist.
- 1966 - Lisa Stansfield, engelsk sangerinde og sangskriver.
- 1970 - Whigfield, dansk popsanger.
- 1987 - Joss Stone, engelsk sanger.

### Dødsfald
- 1620 - Steen Brahe til Knudstrup, dansk rigsråd og godsejer (født 1547).
- 1931 - Sophus Claussen, dansk forfatter (født 1865).
- 1946 - Carl Mogensen, dansk grosserer og modstandsmand (født 1895).
- 1950 - Ingeborg Pehrson, dansk skuespiller (født 1886).
- 1977 - John Mogensen, dansk sanger og komponist (født 1928).
- 1977 - Jacques Prévert, fransk digter og manuskriptforfatter (født 1900).
- 1985 - Enver Hoxha, albansk kommunistisk diktator (født 1908).
- 1986 - Erik Bruhn, dansk balletdanser og koreograf (født 1928).
- 1987 - Primo Levi, italiensk forfatter, komponist og kemiker (født 1919).
- 1990 - Ivar Lo-Johansson, svensk forfatter (født 1901).
- 2007 - Roscoe Lee Browne, amerikansk skuespiller (født 1922).
- 2009 - Gerda Gilboe, dansk skuespillerinde (født 1914).
- 2012 - Ahmed Ben Bella, algerisk politiker (født 1916).
- 2013 - Hilary Koprowski, amerikansk immunologist (født 1916).
- 2020 – John Horton Conway, engelsk matematiker (født 1937).
- 2021 – Daunte Wright (født 2000).
- 2024 - Knud Enggaard, dansk minister og folketingsmedlem (født 1929).

|  | Denne datoartikel kan blive bedre, hvis der indsættes et (bedre) billede Du kan hjælpe ved at afsøge Wikimedia Commons for et passende billede eller uploade et godt billede til Wikimedia Commons iht. de tilladte licenser og indsætte det i artiklen. |